# 特雷茹勒
特雷茹勒（法語：Tréjouls，法語發音：[tʁeʒul]）是法国奧克西塔尼大區塔恩-加龙省的一个市镇，属于卡斯泰尔萨拉桑区。

## 地理
特雷茹勒（44°16'3"N, 1°14'9"E）面积13.86 平方千米，位于法国奧克西塔尼大區塔恩-加龙省，该省份为法国西南部内陆省份，北起顺时针与洛特省、阿韦龙省、塔恩省、上加龙省、热尔省和洛特-加龙省接壤。
与特雷茹勒接壤的市镇（或旧市镇、城区）包括：蒙洛赞、卡兹-蒙德纳尔、洛泽特、圣朱丽叶、索沃泰尔、凯尔西地区朗杜。

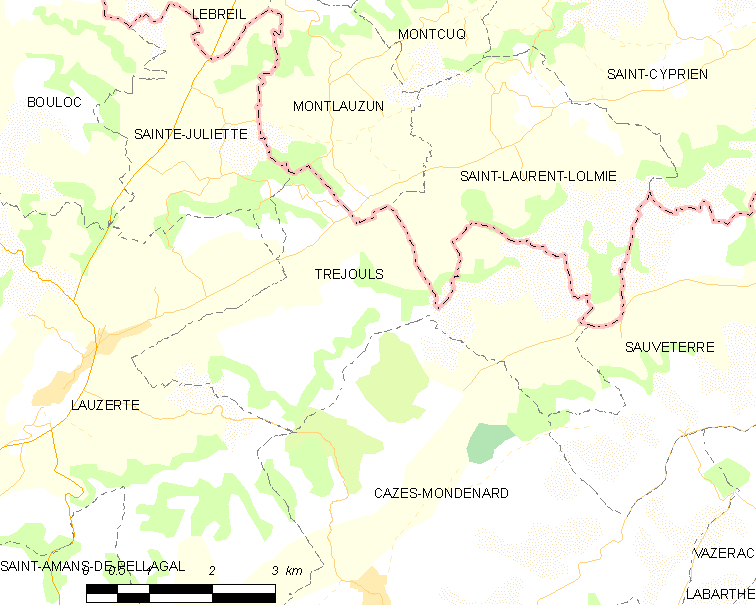
特雷茹勒的OSM定位图

特雷茹勒的时区为UTC+01:00、UTC+02:00（夏令时）。

## 行政
特雷茹勒的邮政编码为82110，INSEE市镇编码为82183。

## 政治
特雷茹勒所属的省级选区为塞尔地区-南凯尔西县。

## 人口

1962-2008年间特雷茹勒人口变化图示

特雷茹勒于2022年1月1日时的人口数量为221人。